# Struttura dei rover Spirit e Opportunity

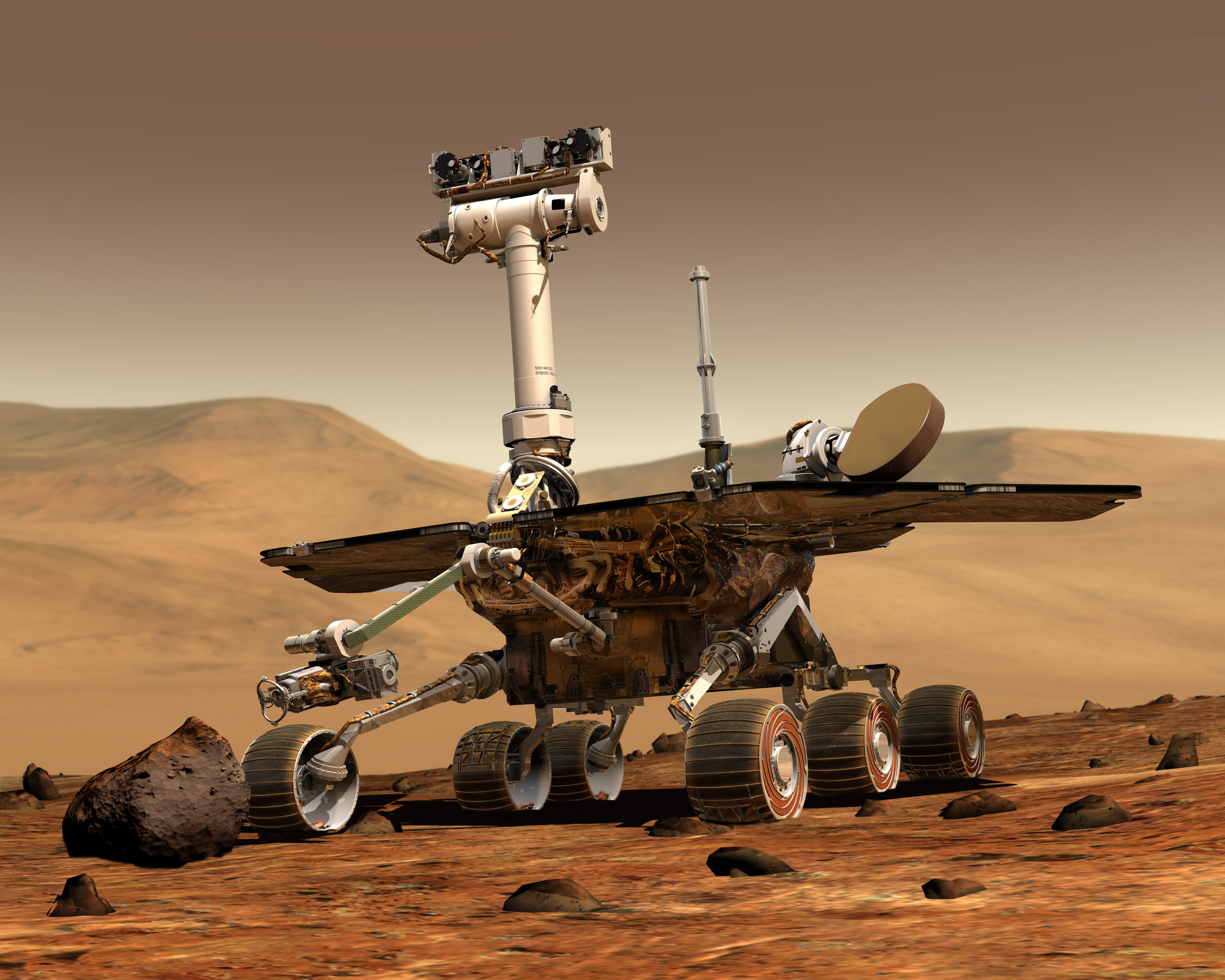
Rappresentazione artistica dei rover

Spirit e Opportunity erano i due rover utilizzati nella missione Mars Exploration Rover di esplorazione del pianeta Marte.
I rover, a sei ruote ed alimentati dall'energia solare, erano alti 1,5 m, larghi 2,3 m e lunghi 1,6 m, con un peso di 180 kg, di cui 35 kg era dovuto alle ruote e al sistema di sospensioni.

## Movimento

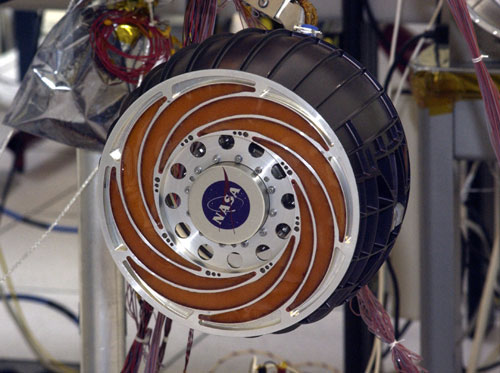
Fotografia di una ruota del rover, si possono notare gli elementi flessibili

Ogni rover possedeva sei ruote di alluminio indipendenti montate su un sistema di sospensioni rocker-bogie, analogo a quello del rover Sojourner, in grado di far aderire tutte le ruote anche in caso di terreno accidentato. Questo tipo di sospensioni permette di superare buche di dimensioni superiori del diametro della ruota (pari a 250 mm). Le ruote erano progettate con elementi flessibili in grado di assorbire gli shock durante il movimento, e provviste di tacchetti per avere una migliore presa su terreni sabbiosi e rocciosi.
Ogni ruota possedeva un proprio motore, inoltre le due ruote frontali e le due posteriori potevano sterzare, in modo da poter ruotare sul posto il rover, sterzare e curvare attorno agli ostacoli. I motori delle ruote sono stati progettati dalla azienda svizzera Maxon motor. I rover erano progettati per superare inclinazioni di 45 gradi in ogni direzione, anche se per sicurezza il software di protezione era programmato per evitare inclinazioni superiori a 30 gradi.
Ogni ruota poteva essere ruotata sul posto per far meglio presa nel terreno e la velocità massima era di 50 mm/s. La velocità media era di 10 mm/s perché il software di protezione era programmato per fermare il rover ogni 10 secondi per un periodo di 20 secondi in modo da osservare e analizzare il terreno.

## Sistemi elettronici e di potenza

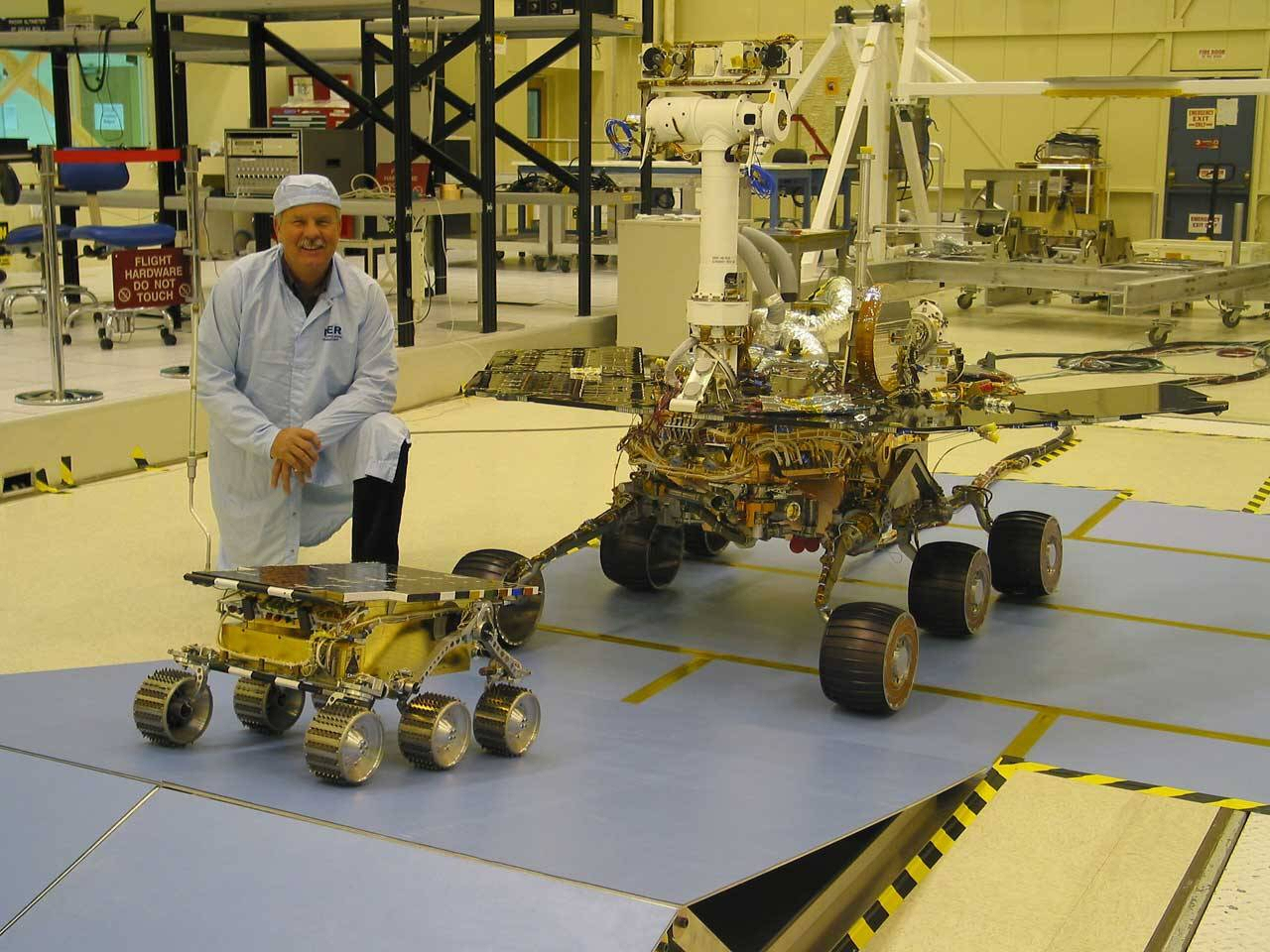
Confronto tra un Mars Exploration Rover (dietro) e il rover Sojourner (NASA/JPL-Caltech)

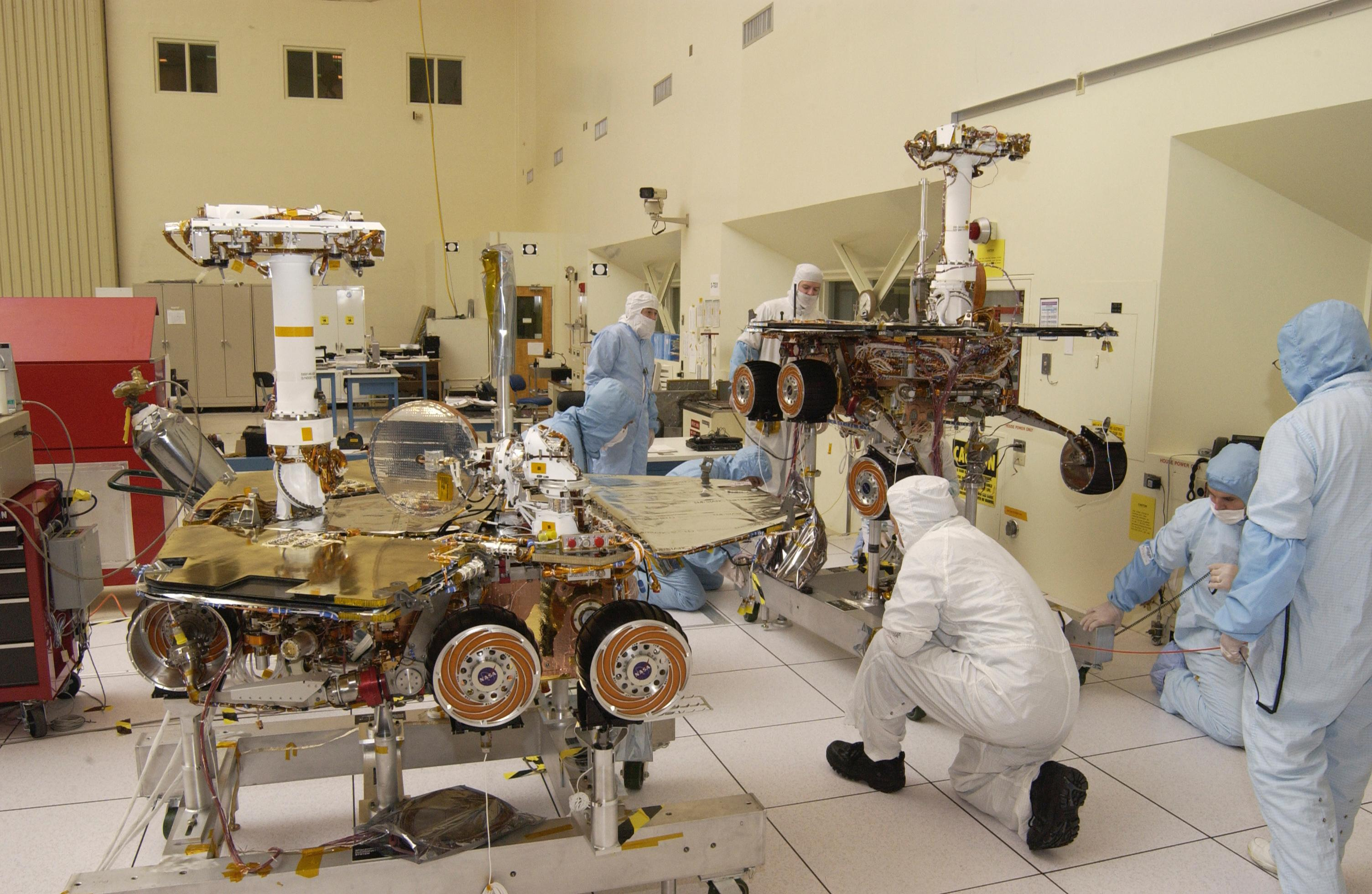
Rover nel reparto di assemblaggio (10 febbraio 2003)

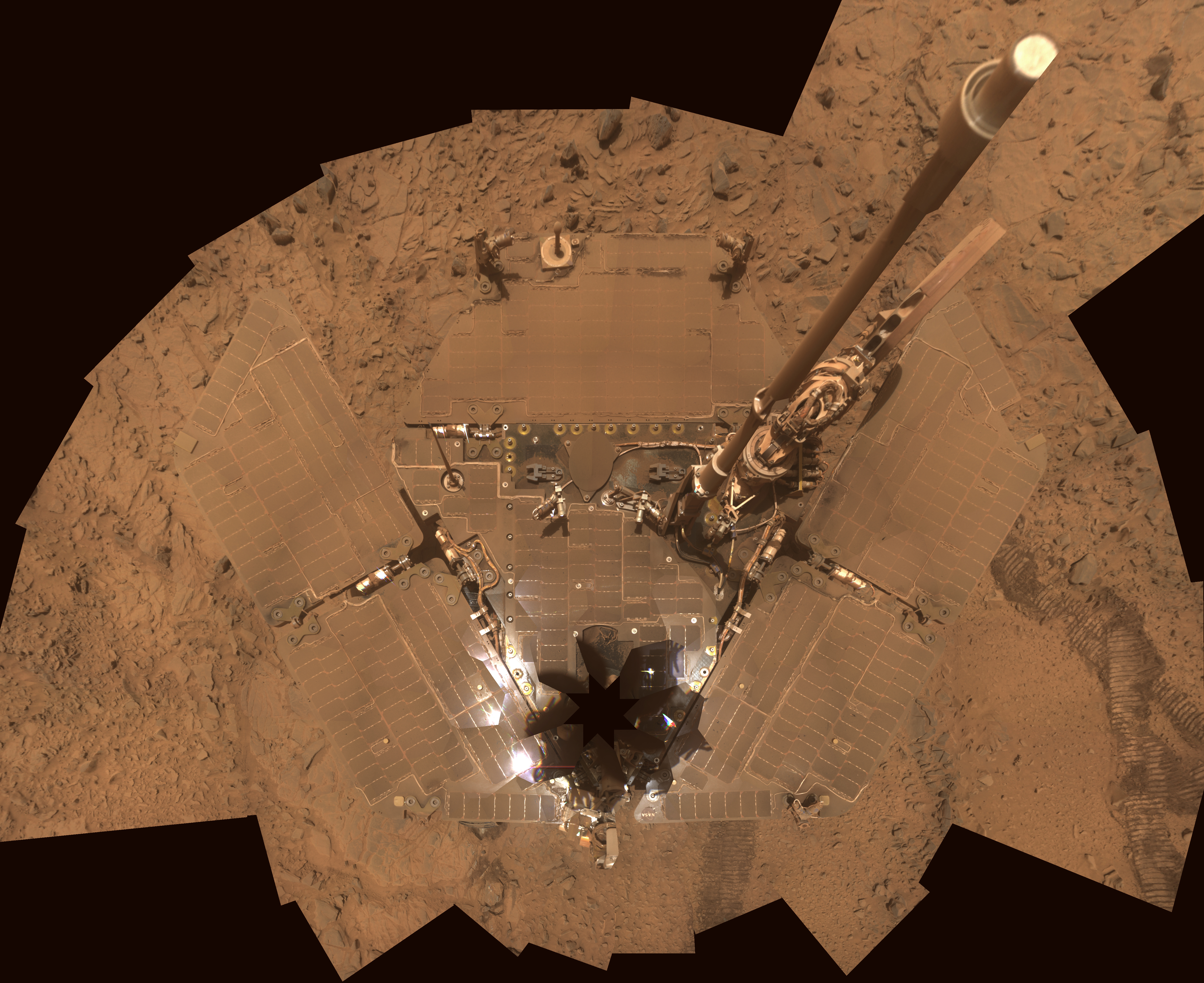
Immagine a proiezione circolare che mostra i pannelli solari del rover Spirit coperti da uno strato di povere.

Quando erano completamente illuminati, i pannelli solari a tripla giunzione del rover potevano generare sulla superficie di Marte circa 140 W per quattro ore al giorno. Il rover necessitava di circa 100 W per spostarsi. Il sistema energetico comprendeva due batterie ricaricabili agli ioni di litio del peso di 7,15 kg ciascuna per alimentare il rover quando non era sufficiente l'energia solare.
Per comparazione, il sistema energetico del Mars Science Laboratory, alimentato da un generatore a radioisotopi progettato da Boeing, poteva generare 125 W di potenza a inizio missione, che sarebbero scesi a 100 W dopo 14 anni di servizio. Il vantaggio del di questo tipo di generatore consiste nella potenza costante e indipendente dal momento della giornata, e dalle latitudini. L'energia fornita dal generatore a radioisotopi del Mars Science Laboratory era di 2,5 kWh al giorno, mentre i rover della missione Mars Exploration generavano 0,6 kWh.
I rover erano gestiti dal sistema operativo embedded VxWorks su una CPU IBM RAD6000 resistente alle radiazioni con frequenza di clock di 20 MHz. La memoria DRAM era di 128 MB con error-correction e 3 MB di memoria EEPROM. Ogni rover possedeva inoltre 256 MB di memoria flash.
Gli strumenti dei rover dovevano restare in ogni fase della missione a temperature comprese tra −40 °C e 40 °C, quindi durante la notte i rover erano riscaldati da otto riscaldatori a radioisotopi, in grado di generare 1 W di energia termica ciascuno, assieme a riscaldatori elettrici che erano accesi se era necessario. L'isolamento termico era fornito da una pellicola rivestita d'oro e uno strato di aerogel di silice.

## Comunicazioni

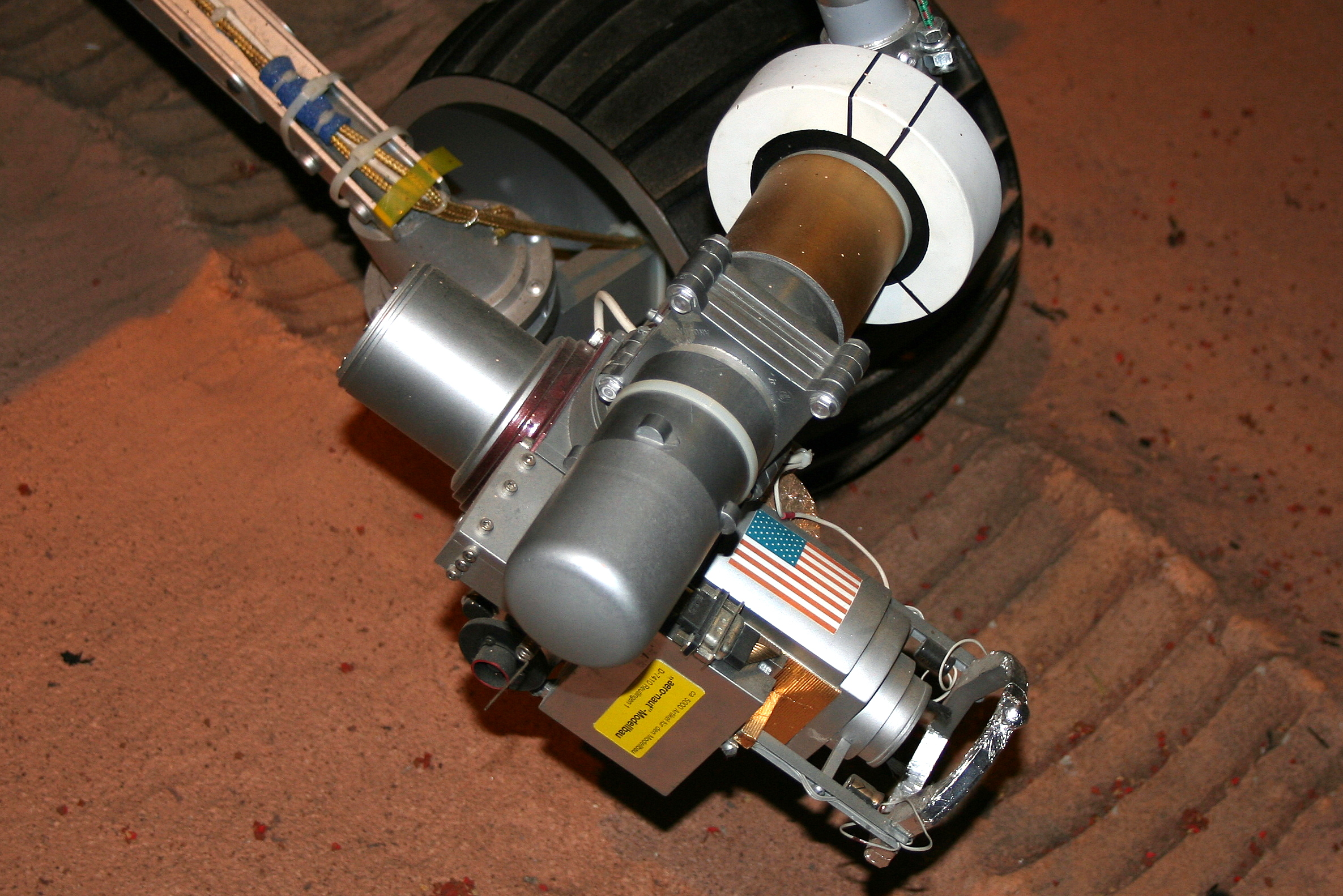
Rock Abrasion Tool (RAT)

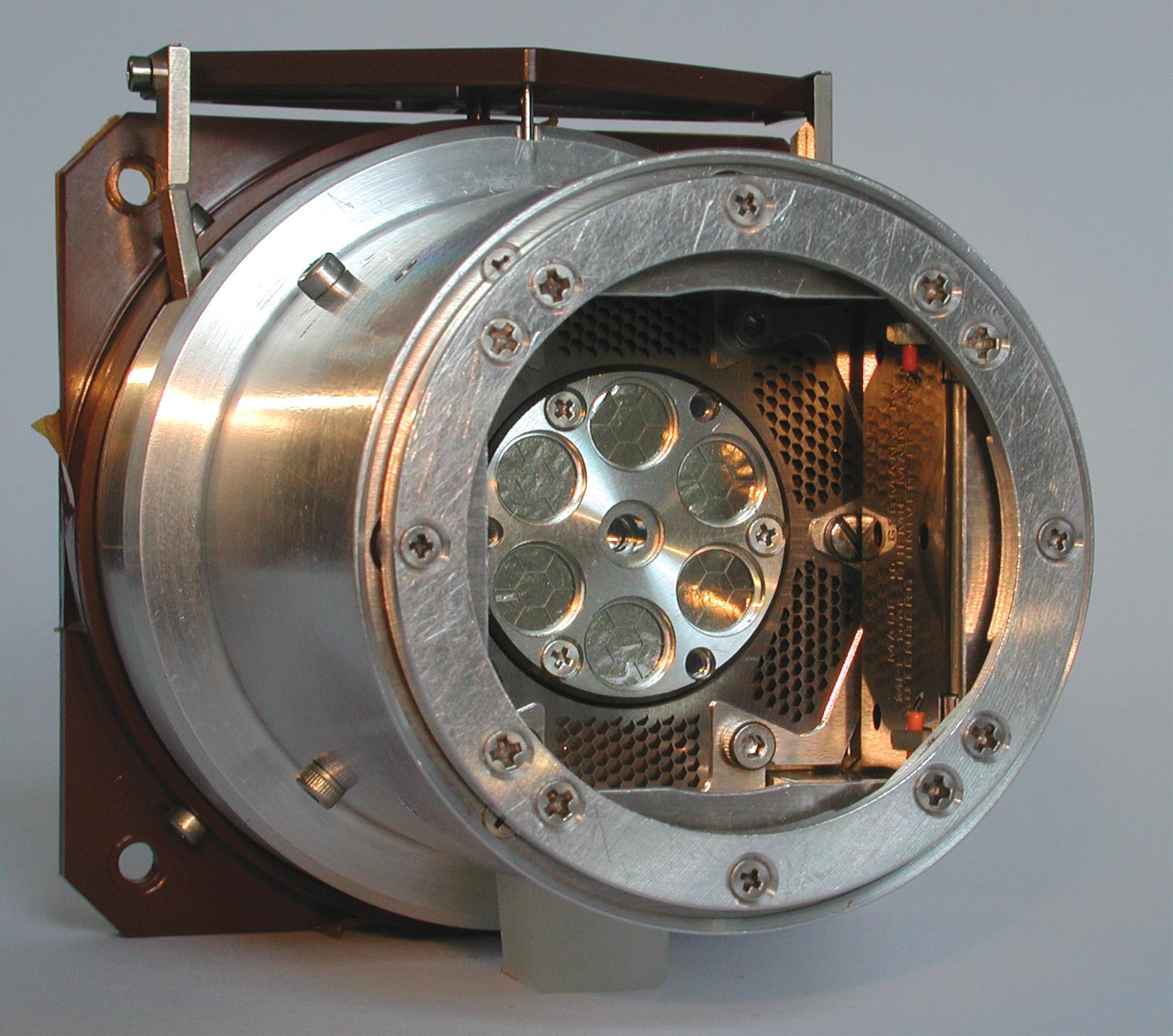
Alpha Particle X-Ray Spectrometer (APXS) (NASA/JPL-Caltech)

I rover possedevano una antenna a basso guadagno e una antenna ad alto guadagno, entrambe in banda X per le comunicazioni con il controllo missione, assieme ad un'antenna UHF. L'antenna a basso guadagno è omnidirezionale ed era utilizzata per trasmettere i dati con bassa velocità alle antenne del sistema Deep Space Network sulla TErra. L'antenna ad alto guadagno era invece direzionale e orientabile, e poteva trasmettere dati a velocità maggiore. I rover utilizzavano l'antenna UHF per comunicare con gli orbiter presenti, come il Mars Odyssey e il Mars Global Surveyor e successivamente il Mars Reconnaissance Orbiter. Gli orbiter potevano infatti ricevere i dati dai rover ad una velocità maggiore per via della breve distanza e ritrasmettere i dati a Terra a velocità maggiore utilizzando le loro antenne, più grandi rispetto a quelle dei rover.
Ogni rover possedeva nove camere fotografiche con risoluzione di 1024 x 1024 pixel e 12 bit per pixel, anche se le camere di navigazione erano limitate a 8 bit per pixel per risparmiare memoria e tempo di compressione. Tutte le immagini erano compresse in formato ICER prima di essere memorizzate e inviate a Terra. Le immagini erano compresse a circa 0.8 - 1.1 bit/pixel.
ICER è un formato di file di compressione delle immagini basato su wavelet e progettato specificatamente per le missioni spaziali. Produce compressioni sia lossless che lossy, e include un sistema di controllo degli errori che limita le perdite di dati durante la trasmissione. È considerato un formato superiore al formato lossy JPEG e al formato lossless con algoritmo Rice utilizzato nella missione Mars Pathfinder.

## Strumentazione scientifica
Gli strumenti montati sul Pancam Mas Assembly (PMA) erano:
- Camere panoramiche Cancam: due camere con filtri colorati per riprendere la struttura del terreno
- Camere di navigazione Navcam': due camere con campo visivo più ampio ma minore risoluzione e monocromatiche per la navigazione e la guida dei rover
- il Miniature Thermal Emission Spectrometer (Mini-TES)

Quattro camere monocromatiche per l'evitamento di ostacoli (Hazcam) erano installate sul corpo dei rover, due nella parte frontale e due nella parte posteriore.
L'instrument deployment device (IDD), chiamato anche braccio robotico conteneva i seguenti strumenti:
- lo spettrometro Mössbauer chiamato MIMOS II e sviluppato nell'università di Mainz, era impiegato per le analisi mineralogiche delle rocce e terreni contenenti ferro[8][9].
- lo Alpha Particle X-Ray Spectrometer, sviluppato dal Max Planck Institute for Chemistry, era utilizzato per l'analisi degli elementi presenti nelle rocce e nel suolo[10].
- magneti, per raccogliere particelle magnetizzate di polvere, sviluppati dal Niels Bohr Institute di Copenaghen e analizzate dallo spettrometro di Mossbauser e dallo spettrometro a raggi X per misurare il rapporto tra particelle magnetiche e non magnetiche e la composizione dei minerali magnetici nella polvere atmosferica e nelle rocce che erano polverizzate dal Rock Abrasion Tool.
- il microscopio, in grado di riprendere immagini ad alta risoluzione del terreno, sviluppato dal Astrogeology Research Program dello United States Geological Survey.
- il Rock Abrasion Tool, sviluppato dalla Honeybee Robotics per scavare le rocce e raggiungere i minerali al loro interno da analizzare con gli altri strumenti.

### PanCam

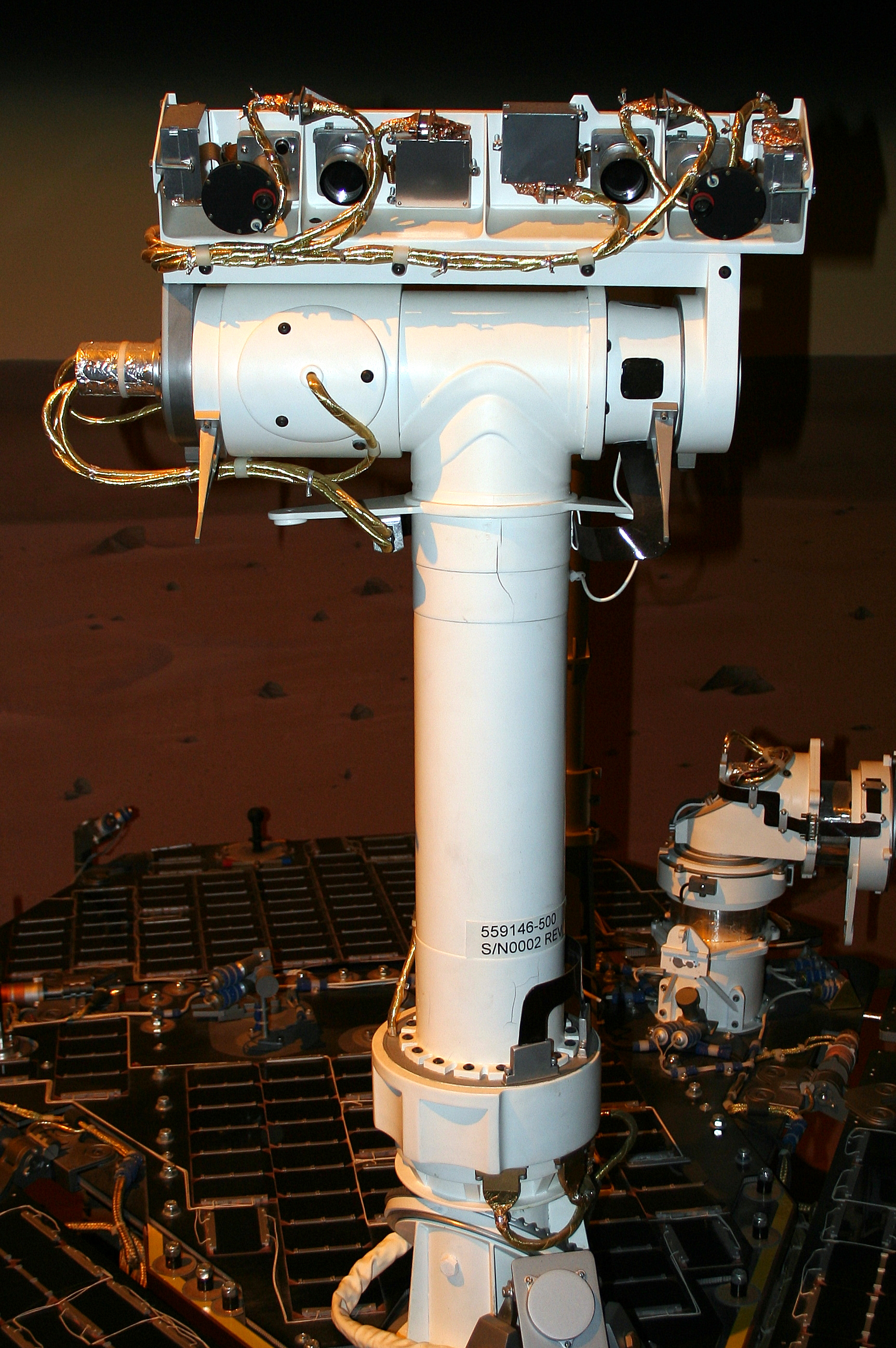
Pancam Mast Assembly (PMA)

Le PanCam erano due camere fotografiche dotate di filtri e in grado di riprendere diverse lunghezze d'onda della luce. Erano installate sul PanCam Mast Assembly.
La risoluzione angolare era di 300 microradianti, tre volte migliore dell'occhio umano, e 14 bande spettrali. La coppia di camere poteva generare immagini stereoscopiche e panoramiche di dimensioni superiori a 10 Gbit non compresse. Nel momento in cui giunse sul pianeta rosso, Spirit trasmise le immagini a più alta risoluzione della superficie di un altro pianeta.
La lunghezza focale era di 44 mm con un campo visivo di 16° x 16°. Le due camere erano distanti tra loro 30 cm.
Il sensore era un CCD di 1024 x 2048 pixel di tipo frame transfer, quindi metà sensore era illuminato e l'altra metà era schermato dalla luce. Quest'ultima era utilizzata per la memorizzazione e la lettura dei valori dei fotosensori.
I valori dei fotosensori erano trasformati in una immagine digitale a 12-bit, prima di essere elaborata digitalmente. La parte computazionale delle PanCam era gestita da un FPGA.
I filtri erano installati su due diverse ruote portafiltri mosse da un motore passo-passo; la camera di sinistra poteva utilizzare filtri con le seguenti lunghezze d'onda: 739, 753, 673, 601,  535, 482, 432, 440 nm, mentre i filtri per la camera di destra avevano lunghezze d'onda pari a: 436, 754, 803, 864, 904, 934, 1009, 880 nm.

### NavCam
Le camere fotografiche NavCam erano monocromatiche e impiegate per la navigazione. Possedevano un angolo di visione di 45° e riprendevano immagini stereoscopiche nella luce visibile. Come per le immagini riprese dalle camere PanCam, utilizzavano il formato di compressione ICER.

### Miniature Thermal Emission Spectrometer
Il Miniature Thermal Emission Spectrometer (Mini-TES) era uno spettrometro infrarosso impiegato per determinare la composizione delle rocce da una certa distanza. Effettuando misurazione nella parte infrarossa dello spettro elettromagnetico, poteva penetrare lo strato di polveri che ricopre le rocce sulla superficie marziana, generalmente problematica per le osservazioni a distanza.
Lo strumento è stato sviluppato dalla Raytheon per il Department of Geological Sciences dell'Università dell'Arizona, e il nome Miniature indica che esso è una versione in scala ridotta dello spettrometro ad emissione termica creato da Raytheon per il Mars Global Surveyor.
Lo spettrometro misurava la radiazione infrarossa emessa dalla roccia da esaminare per determinare la sua composizione. L'obiettivo era di identificare i minerali che si formano dall'azione dell'acqua, come carbonati e argille. Lo strumento poteva essere puntato verso l'altro per ottenere profili di temperatura dell'atmosfera e rilevare la quantità di polveri e vapore acqueo.
Lo spettrometro era situato nel corpo del rover, e lo specchio sul braccio del rover rifletteva la radiazione dall'apertura verso lo strumento.

### HazCam
Le HazCam, (Hazard avoidance cameras) erano camere fotografiche installate sulla parte anteriore e posteriore dei rover. La risoluzione delle immagini, in bianco e nero, era di 1024 x 1024 pixel, nello spettro della luce visibile. Il campo di visione era di 120° su entrambi gli assi.
Le immagini erano analizzate dal computer interno dei rover per evitare i pericoli in modo autonomo. Le immagini, assieme, potevano produrre una mappa tridimensionale del terreno nelle vicinanze del rover. Le HazCam non erano considerate delle camere fotografiche per usi scientifici.

### Rock Abrasion Tool
Il Rock Abrasion Tool (RAT) era uno strumento abrasivo per le rocce progettato e sviluppato dalla Honeybee Robotics. Il RAT è stato il primo strumento ad accedere alla parte interna di rocce su un altro pianeta. La testa dello strumento era costituita da una ruota in polvere di diamante e resina che ruotava a 3000 giri al minuto, in grado di scavare un buco di 45 mm di diamtro e profondo 5 mm. Un paio di piccole spazzole rimuovevano la polvere dal foro e la parte interna della roccia era pronta per essere analizzata dagli altri strumenti.
Le dimensioni dello strumento erano di 7 cm di diametro e di 10 cm di lunghezza, con un peso di 0,685 kg. Il consumo medio di potenza era di 30 W.